# Нэи, Масатоси
Масатоси Нэи (яп. 根井 正利 Нэи Масатоси, в русскоязычных источниках часто Масатоши Ней; 2 января 1931 — 19 мая 2023) — американский биолог, профессор Университета штата Пенсильвания и директор Института молекулярной эволюционной генетики (англ. Institute of Molecular Evolutionary Genetics). Основные работы Нэи посвящены теоретическим основам популяционной генетики и молекулярной филогенетики.

## Биография
Масатоси Нэи родился 2 января 1931 года на острове Кюсю в префектуре Миядзаки. В 1953 году получил степень бакалавра в университете Миядзаки, а два года спустя в 1953 году степень магистра в Киотском университете, там же в 1959 году Нэи получил степень доктора философии. Затем проходил стажировку после получения степени в Университете Северной Каролины и Калифорнийском Университете в Беркли. C 1969 по 1972 год Масатоси Нэи работал сначала адъюнкт-профессором, а затем полным профессором биологии Брауновского Университета. Начиная с 1972 года он становится профессором популяционной генетики Центра демографии и популяционной генетики Техасского университета в Остине, где работает до 1990 года после чего становится профессором Университета штата Пенсильвания и директором Института молекулярной эволюционной генетики при этом университете.
В 1983 году Нэи основал научный журнал «Molecular Biology and Evolution», а в 1993 вместе с Уолтером Фитчем Общество молекулярной биологии и эволюции.
Скончался 19 мая 2023 года на 93-м году жизни.

## Научные работы

### Теоретические работы
Одним из самых заметных научных достижений Нэи стали разработанная им новая оценка генетической дистанции (названная генетической дистанцией Нэи) между популяциями и её использование для изучения эволюционных взаимоотношений популяций и близкородственных видов. Позже он разработал другую оценки генетического расстояния, названную DA и подходящую для определения топологии филогенетического дерева.

### Молекулярная филогенетика
В 1980-х годах Нэи со своими сотрудниками приступил к разработке и изучению методов построения филогенетических деревьев, основываясь на данных по генетическим дистанциям. В 1985 году они разработали статистический метод для проверки филогенетических деревьев, базирующийся на оценке длины внутренних ветвей. Кроме того они разработали два метода для построения филогенетических деревьев — neighbor-joining и minimum evolution, которые достаточно широко применяются до сих пор. Нэи вместе с Судхиром Кумаром и Коитиро Тамурой разработал Molecular Evolutionary Genetics Analysis (MEGA), одну из самых используемых компьютерных программ для филогенетического анализа.

## Награды и признание
- 1977 — награда Японского общества генетики человека
- 1989 — почетный член Японского общества генетиков
- 1990 — избран членом Американской академии искусств и наук
- 1990 — премия Кихары Японского общества генетиков
- 1997 — член Национальной академии наук США
- 2002 — Международная премия по биологии Японского общества продвижения науки[англ.]
- 2003 — награда имени Барбары Боуман Техасского общества генетиков
- 2006 — Медаль Томаса Ханта Моргана Американского общества генетиков[англ.]
- 2013 — Премия Киото
- 2017 — Медаль Джона Скотта Филадельфии

### На русском языке издавались
- М. Ней, С. Кумар. Молекулярная эволюция и филогенетика. — Киев: КВIЦ, 2004. — ISBN 966-7192-53-9.